# Ашмор и Картие
Острови Ашмор и Картие (на английски: Ashmore and Cartier Islands) е островна територия на Австралия, разположена в Тиморско море, на 800 км северозападно от Австралия.
Островите Ашмор (Западен, Среден и Източен) 12°15′ ю. ш. 123°04′ и. д. / 12.25° ю. ш. 123.066667° и. д. и Картие 12°32′ ю. ш. 123°33′ и. д. / 12.533333° ю. ш. 123.55° и. д. са с площ 5 km², а общата площ на атолите е 199 km². Изградени са от пясъци и коралови рифове. Най-голяма височина – 2,5 m. 
През 1938 г. стават част от Северната територия на Австралия. От 1978 г. се управляват от Министерството на териториите. През 1983 г. Ашмор е обявен за национален природен резерват (заради голямото биоразнообразие). Открити са находища на нефт. Нямат постоянно население.